# Adama Diakhaby
Adama Diakhaby (Ajaccio, 5 de juliol de 1996) és un futbolista francès que juga com a davanter pel Huddersfield Town de la Championship.
Després d'haver jugat en diversos equips de categories inferiors, Diakhaby va fer el seu debut com a professional en la Ligue 1 el 14 d'agost de 2016, jugant amb l'Stade Rennais en un partit contra l'OGC Nice, quan va entrar com a substitut per Giovanni Sio en el minut 70. Ell va marcar el seu primer gol a la Ligue 1 dues setmanes després en un partit amb un empat 1-1 contra el Montpeller HSC.